# Castrelo de Miño
Castrelo de Miño település Spanyolországban, Ourense tartományban. Castrelo de Miño Ribadavia, Cenlle, Toén, Cartelle és A Arnoia községekkel határos. Lakosainak száma 1292 fő (2024).

## Népesség
A település népessége az elmúlt években az alábbi módon változott:
| Lakosok száma | 2121 | 2044 | 1997 | 1928 | 1754 | 1620 | 1445 | 1349 | 1315 | 1292 |
|               | 2001 | 2004 | 2007 | 2009 | 2012 | 2014 | 2017 | 2019 | 2022 | 2024 |